# Suzanna van Italië
Suzanna van Italië of Rosala van Ivrea (ca. 950 - 26 januari 1003) was een dochter van Berengarius II van Italië en van Willa van Toscane. In haar jeugd was ze hofdame van keizerin Adelheid. In 968 huwde zij met graaf Arnulf II van Vlaanderen en werd de moeder van:
- Mathilde (-995)
- Boudewijn IV van Vlaanderen (980-1035)

## Biografie

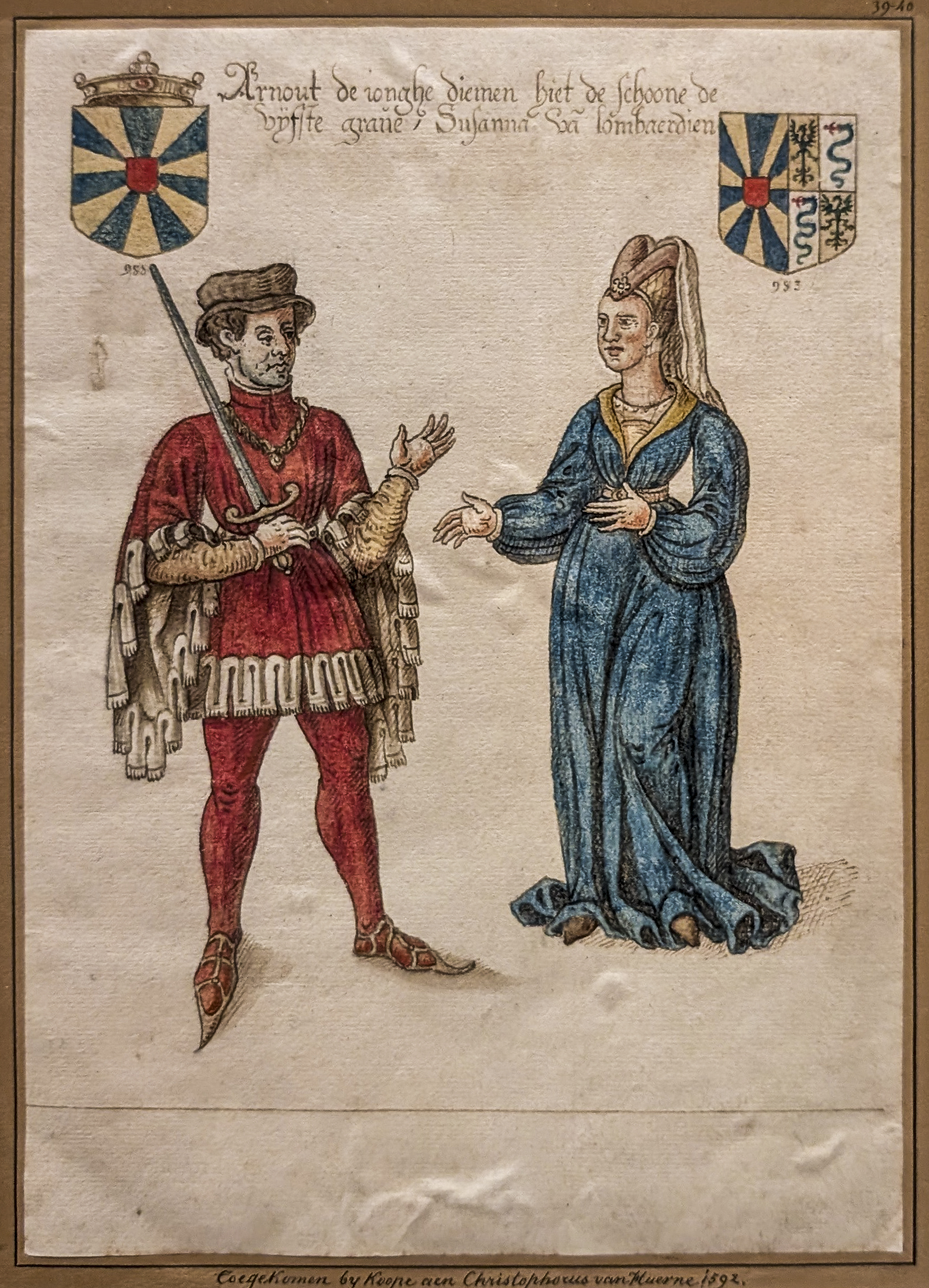
Arnulf II van Vlaanderen en Suzanna van Italië

Na het overlijden van Arnulf hertrouwde Rosala in 988 met de Franse kroonprins Robert de Vrome, die zeker twintig jaar jonger was dan zij. Het huwelijk was tegen de zin van Robert maar overeenkomstig de wil van zijn vader Hugo Capet, wiens oog op Vlaanderen was gevallen. Zij bracht een mooie bruidsschat mee: Montreuil-sur-Mer en Ponthieu. 
Na de dood van zijn vader verstootte Robert spoedig zijn echtgenote onder het voorwendsel dat ze te oud was om nog kinderen te krijgen. Hij trouwde met Bertha van Bourgondië en Rosala trok zich terug in Vlaanderen. Er ontstond een conflict tussen Vlaanderen en de koning omdat die weigerde Montreuil terug te geven, zijn enige "eigen" zeehaven. Na een periode waarin Vlaanderen de tegenstanders van de koning had gesteund, werd een compensatie overeengekomen. Rosala had een belangrijk aandeel in het bestuur van Vlaanderen en overleed in 1003. Ze werd begraven in de Sint-Pietersabdij te Gent.

## Voorouders
| Voorouders van Suzanna van Italië | Voorouders van Suzanna van Italië                                  | Voorouders van Suzanna van Italië                                  | Voorouders van Suzanna van Italië                                  | Voorouders van Suzanna van Italië                                  | Voorouders van Suzanna van Italië                                  | Voorouders van Suzanna van Italië                                  | Voorouders van Suzanna van Italië                                  | Voorouders van Suzanna van Italië                                  |
| --------------------------------- | ------------------------------------------------------------------ | ------------------------------------------------------------------ | ------------------------------------------------------------------ | ------------------------------------------------------------------ | ------------------------------------------------------------------ | ------------------------------------------------------------------ | ------------------------------------------------------------------ | ------------------------------------------------------------------ |
| Overgrootouders                   | Anscarius van Ivrea (840-902) ∞ Volsia van Susa (-)                | Anscarius van Ivrea (840-902) ∞ Volsia van Susa (-)                | Berengarius I van Friuli (854-924) ∞ Bertila van Spoleto (860-915) | Berengarius I van Friuli (854-924) ∞ Bertila van Spoleto (860-915) | Theobald van Arles (850-895) ∞ Bertha van Lotharingen (863-925)    | Theobald van Arles (850-895) ∞ Bertha van Lotharingen (863-925)    | Rudolf I van Bourgondië (855-912) ∞ Willa van Provence (865-924)   | Rudolf I van Bourgondië (855-912) ∞ Willa van Provence (865-924)   |
| Grootouders                       | Adalbert van Ivrea (±875–924) ∞ Gisela van Friuli (±880–910)       | Adalbert van Ivrea (±875–924) ∞ Gisela van Friuli (±880–910)       | Adalbert van Ivrea (±875–924) ∞ Gisela van Friuli (±880–910)       | Adalbert van Ivrea (±875–924) ∞ Gisela van Friuli (±880–910)       | Boso III van Arles (885-936) ∞ Willa van Bourgondië (?-?)          | Boso III van Arles (885-936) ∞ Willa van Bourgondië (?-?)          | Boso III van Arles (885-936) ∞ Willa van Bourgondië (?-?)          | Boso III van Arles (885-936) ∞ Willa van Bourgondië (?-?)          |
| Ouders                            | Berengarius II van Italië (±900–966) ∞ Willa III van Toscane (?–?) | Berengarius II van Italië (±900–966) ∞ Willa III van Toscane (?–?) | Berengarius II van Italië (±900–966) ∞ Willa III van Toscane (?–?) | Berengarius II van Italië (±900–966) ∞ Willa III van Toscane (?–?) | Berengarius II van Italië (±900–966) ∞ Willa III van Toscane (?–?) | Berengarius II van Italië (±900–966) ∞ Willa III van Toscane (?–?) | Berengarius II van Italië (±900–966) ∞ Willa III van Toscane (?–?) | Berengarius II van Italië (±900–966) ∞ Willa III van Toscane (?–?) |
| Suzanna van Italië (950-1003)     |                                                                    |                                                                    |                                                                    |                                                                    |                                                                    |                                                                    |                                                                    |                                                                    |